# Jules Alfred Vincent Rigo
Pour les articles homonymes, voir Rigo.
Jules Alfred Vincent Rigo, né le 9 juillet 1810 à Paris et mort dans cette même ville le 10 septembre 1880, est un peintre et lithographe français.

## Biographie

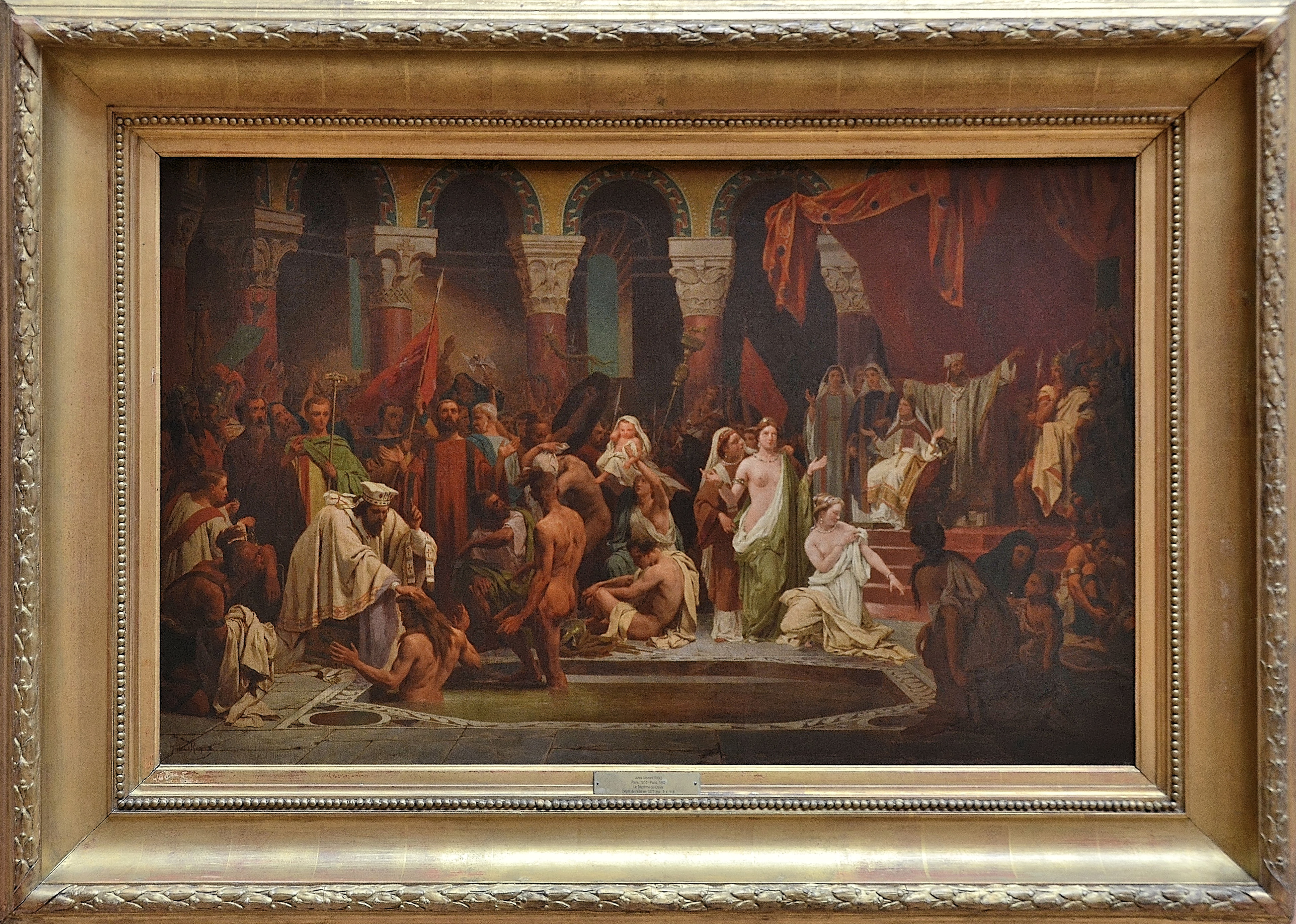
Le Baptême de Clovis (musée des Beaux-Arts de Valenciennes).

Jules Alfred Vincent Rigo est le fils de Michel Rigo, artiste peintre et de Louise Thérèse Jaubert.
Il est élève de Léon Cogniet et expose régulièrement au Salon.
Il cesse de peindre en 1834, s’associant à son frère Édouard lors de la reprise des ateliers parisiens de l'imprimeur Senefelder qui sont renommés Rigo frères et Cie.
En 1839, il obtient son brevet d’imprimeur lithographe.
En 1843, la collaboration des deux frères prend fin, et Jules s'installe avec son chef d'atelier Lebref, rue Richer, pour ouvrir un établissement Lith Rigo et Cie. C'est de ces presses que sortiront quelques ouvrages de sa sœur aînée Thérèse Anaïs Rigo (1806-1884).
En 1847, au bord de la faillite, il cède son affaire pour reprendre ses crayons et pinceaux.
En 1848, il épouse Marie Éléonore Mascré.
Il meurt à son domicile parisien de la rue Richer à l'âge de 70 ans,